# LEF1
LEF1 (англ. Lymphoid enhancer binding factor 1) – білок, який кодується однойменним геном, розташованим у людей на короткому плечі 4-ї хромосоми.  Довжина поліпептидного ланцюга білка становить 399 амінокислот, а молекулярна маса — 44 201.
| 10         |  | 20         |  | 30         |  | 40         |  | 50         |
| ---------- |  | ---------- |  | ---------- |  | ---------- |  | ---------- |
| MPQLSGGGGG |  | GGGDPELCAT |  | DEMIPFKDEG |  | DPQKEKIFAE |  | ISHPEEEGDL |
| ADIKSSLVNE |  | SEIIPASNGH |  | EVARQAQTSQ |  | EPYHDKAREH |  | PDDGKHPDGG |
| LYNKGPSYSS |  | YSGYIMMPNM |  | NNDPYMSNGS |  | LSPPIPRTSN |  | KVPVVQPSHA |
| VHPLTPLITY |  | SDEHFSPGSH |  | PSHIPSDVNS |  | KQGMSRHPPA |  | PDIPTFYPLS |
| PGGVGQITPP |  | LGWQGQPVYP |  | ITGGFRQPYP |  | SSLSVDTSMS |  | RFSHHMIPGP |
| PGPHTTGIPH |  | PAIVTPQVKQ |  | EHPHTDSDLM |  | HVKPQHEQRK |  | EQEPKRPHIK |
| KPLNAFMLYM |  | KEMRANVVAE |  | CTLKESAAIN |  | QILGRRWHAL |  | SREEQAKYYE |
| LARKERQLHM |  | QLYPGWSARD |  | NYGKKKKRKR |  | EKLQESASGT |  | GPRMTAAYI  |

A: Аланін

C: Цистеїн

D: Аспарагінова кислота

E: Глутамінова кислота

F: Фенілаланін

G: Гліцин

H: Гістидин

I: Ізолейцин

K: Лізин

L: Лейцин

M: Метіонін

N: Аспарагін

P: Пролін

Q: Глутамін

R: Аргінін

S: Серин

T: Треонін

V: Валін

W: Триптофан

Кодований геном білок за функціями належить до активаторів, фосфопротеїнів. 
Задіяний у таких біологічних процесах як транскрипція, регуляція транскрипції, сигнальний шлях Wnt, поліморфізм, альтернативний сплайсинг. 
Білок має сайт для зв'язування з ДНК. 
Локалізований у ядрі.